# KTX-II
KTX-II або KTX-Sancheon — це Південно Корейський швидкісний поїзд який побудував Hyundai Rotem в другій половині 2000-х років. Поїзди обслуговує національний залізничний оператор Південної Кореї з березня 2009 року. Максимальна швидкість поїздів 305 км/год, KTX-II перший комерційний швидкісний поїзд розроблений в Південній Кореї.

## Історія
Коли Південна Корея почала будувати високошвидкісні залізниці, рухомий склад та інфраструктура були побудовані в рамках угоди про передачу технології між GEC-Alsthom (сьогодні Alstom) і основним виробником Французьких високошвидкісних поїздів TGV, та південнокорейськими компаніями. Таким чином, корея експрес почав свою роботу з поїздів серії KTX-I, які технічно були схожі з TGV Réseau, і включали технології Alstom і Rotem.. Передача технологій не забезпечувала повного контролю виробничих процесів будівництва. В 1996 році, альянс уряду Південної Кореї науково-дослідні установи, університети і приватні компанії запустили проект під назвою G7 з розвитку внутрішніх високошвидкісних залізничних технологій .
Основним завданням проекту G7 було створення експериментального швидкісного поїзда HSR-350x, спочатку він створювався як прототип поїзда з швидкістю 350 км/год для комерційної експлуатації. Експериментальний поїзд почали випробовувати з 2002 року, і досягли південнокорейського рекорду швидкості залізничного транспорту 352,4 км /год  16 грудня 2004 .

## Технічні характеристики
KTX-II як і HSR-350x, складається з двох головних моторних вагонів, які розташовані в хвості і голові поїзда. Між моторними вагонами знаходиться 8 проміжних пасажирських вагонів..
Як і для HSR-350x, кузов проміжних вагонів алюмінієвий . В порівнянні з KTX-I, товщина вікон була збільшена з 29 до 38 мм, це зробили для того щоб покращити звукоізоляцію і герметизацію. Загальну ширину вагонів збільшили з 2904 до 2970 мм.
Поїзд може розігнатися від  0 до 300 км/год за 316 секунд, на відміну від 365 секунд для KTX-I. Конструкційна швидкість становить 330 км/год . Гальмівний шлях від  300 км/год до повної зупинки становить 3300 м.